# فیروز حریرچی
فیروز حریرچی (زادهٔ ۱۳۲۰ در تبریز - درگذشته ۲۲ خرداد ۱۳۹۵ در تهران) استاد زبان و ادبیات عربی در دانشکدهٔ ادبیات و علوم انسانی دانشگاه تهران بود.
او در دوران تحصیل، رشتهٔ ادبیات فارسی را در دانشگاه تهران زیرنظر استادان نامدار، بدیع‌الزمان فروزانفر، محمدتقی مدرس رضوی، محمد معین، ذبیح‌الله صفا، پرویز ناتل خانلری و سید جعفر شهیدی آموخت.
فیروز حریرچی که پس از بازنشستگی ریاست گروه عربی دانشگاه آزاد اسلامی واحد علوم و تحقیقات (تهران) را در کنار ديگر استادانی چون سيد ابراهيم ديباجي برعهده داشت، هنگام تدریس در یکی از کلاس‌های اين دانشگاه دچار سرگیجه و از دست رفتن تعادل شد و به بخش مراقبت‌های ویژه بیمارستان بهمن منتقل شد و در روز ۲۰ اردیبهشت ۱۳۹۵ تحت عمل جراحی قرار گرفت اما بر اثر عارضه مغزی به کما رفت؛ و سرانجام شامگاه روز شنبه ۲۲ خرداد ۱۳۹۵ در همان‌جا در ۷۴ سالگی درگذشت.

## سوابق علمی
در سال ۱۳۴۱، محمد معین او را برای همکاری علمی دعوت کرد حاصل این همکاری چندساله، مشارکت وی در تدوین بخشی از فرهنگ فارسی معین در کنار چهره‌های دیگری چون سعيد نجفي اسداللهي بود. نام وی در جلد ششم فرهنگ یادشده ذکر شده‌است.
فیروز حریرچی در سال ۱۳۴۳، با تشویق محمدتقی مدرس رضوی و با تصویب شورای دانشگاه تهران، به خاطرِ داشتن لیسانس ادبیات فارسی، در امتحان ورودیِ دکتریِ زبان و ادبیات عرب در دانشکدهٔ الهیات دانشگاه تهران، که در آن زمان «دانشکدهٔ معقول و منقول» نام داشت، شرکت کرد و رتبهٔ نخست را به دست آورد. او از سال ۱۳۴۷ تا ۱۳۵۷ در پژوهشکدهٔ فرهنگ ایران به تدریس عربی در دوره‌های کارشناسی ارشد و دکتریِ رشتهٔ زبان و ادبیات فارسی و نیز کارشناسی ارشد رشتهٔ تاریخ پرداخت. حریرچی از سال ۱۳۴۸ به عنوان مربی رسمی دانشگاه تهران مشغول به کار بود و پس از طی مراحل استادیاری و دانشیاری، در سال ۱۳۶۹ به درجهٔ استادی نایل آمد. وی پس از دو سال مطالعهٔ علمی، از سال ۱۳۶۷ به عضویت فرهنگستان بین‌المللی زبان و ادبیات عربی سوریه پذیرفته شد. همچنین او در چهارمین دورهٔ همایش چهره‌های ماندگار، در سال ۱۳۸۳ به‌عنوان "چهرهٔ ماندگارِ حوزهٔ ادبیات عربی" برگزیده شد.